# Yotala boliviana
Yotala boliviana är en insektsart som beskrevs av Melichar 1925. Yotala boliviana ingår i släktet Yotala och familjen dvärgstritar. Inga underarter finns listade i Catalogue of Life.